# قندچی
قندچی، نام خانوادگی ایرانی‌ست و ممکن است به یکی از این موارد اشاره داشته باشد:
- احمد قندچی (۱۳۱۲–۱۳۳۲)، یکی از سه دانشجویی که در حملهٔ نیروهای امنیتی به دانشگاه تهران در ۱۶ آذر ۱۳۳۲ کشته شد
- اصغر قندچی، کارآفرین، بنیان‌گذاران اولین و بزرگ‌ترین کارخانهٔ تریلر و کامیون ساخت ایران بدون مونتاژ خارجی (ایران کاوه سایپا دیزل کنونی)